# اخترپولک
اخترپولک (نام علمی: Asterolepis) نام یک سرده از راسته وارونه‌سرینان است.